# Barilla
Barilla ist ein italienischer Nahrungsmittelkonzern mit Sitz in Parma, der Weltmarktführer im Pasta-Segment ist. Zum Barilla-Konzern gehören zahlreiche Lebensmittelmarken, die fast ausschließlich im Bereich der Getreideprodukte angesiedelt sind (Nudeln, Brote, Keksgebäcke, Snacks) sowie im Bereich der Saucen.
Mit Birkel und der Nudel-Sparte von Buitoni (beides Marken der italienischen Newlat Group) ist Barilla eines der „drei großen B“, die in Deutschland etwa 25 % des Nudelmarktes beherrschen.

## Geschichte
Der Konzern wurde 1877 von Pietro Barilla Senior (1845–1912) in Parma gegründet. Von 1971 bis 1979 befand sich das Unternehmen im Besitz des US-Unternehmens W. R. Grace und wurde dann von der Familie Barilla zurückgekauft.
1999 wurde der schwedische Backwarenhersteller Wasa gekauft.
2002 erwarb Barilla für 1,8 Milliarden Euro die deutsche Bäckereikette Kamps. Im August 2010 wurden die drei Bäckereien und 900 Filialen von Kamps (Umsatz 2009: 300 Mio. Euro) jedoch an den Finanzinvestor ECM Equity Capital veräußert. Der restliche Teil (die Marken Lieken Urkorn und Golden Toast) blieb vorerst bei Barilla. Dieser Teil wurde als Lieken AG 2013 an die tschechische Agrofert-Gruppe verkauft.

## Unternehmensstruktur

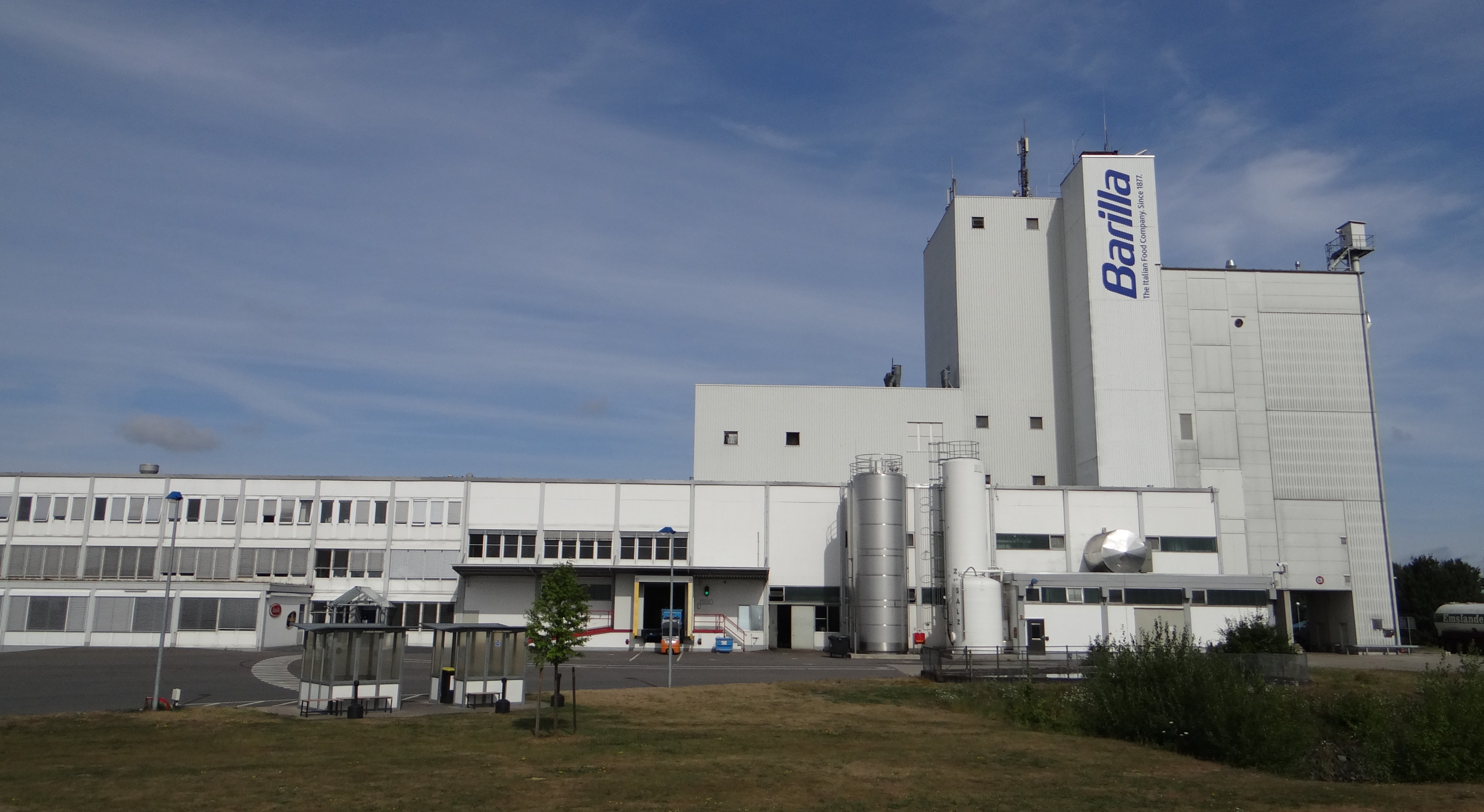
Barilla-Werk in Celle (Niedersachsen)

Barilla besitzt 30 Produktionsstandorte, darunter zahlreiche Getreidemühlen für eine eigene Produktionsversorgung. Diese befinden sich zu einem Großteil in Italien (15 Standorte), es gibt allerdings nicht zuletzt durch Unternehmenszukäufe auch Produktionsstandorte in Deutschland, Griechenland, Norwegen, Schweden, in der Türkei und in den Vereinigten Staaten.
80 Prozent des Unternehmens befinden sich im Besitz von Guido Barilla (Vorsitzender), sowie dessen Geschwistern Luca und Paolo (stellvertretende Vorsitzende). Die restlichen 20 Prozent der Geschäftsanteile gehören den Erben der Schweizerin Hortense Anda-Bührle.

## Marken

Logo der Pastamarke Barilla

Zum Barilla-Konzern gehören folgende Marken:
- Artisia
- Barilla (Pasta und Soßen)
- Back to Nature (Cracker, Kuchen)
- Barilla for Professionals
- Catelli (kanadischer Pasta-Hersteller)
- Filiz (türkischer Pasta-Hersteller)
- Gocciole
- GranCereale (Vollkorn-Kekse, Cracker)
- Gran Pavesi
- Harrys (französischer Toastbrot-Hersteller)
- Misko (griechischer Pasta-Hersteller)
- Mulino Bianco (Cracker, Grissini, Kekse, Kuchen)
- Pan di Stelle (Kekse, Schokoladengebäck)
- Pasta Evangelists
- Pavesini
- Ringo
- Togo
- Voiello (italienischer Pasta-Hersteller)
- Wasa (Knäckebrot)
- Yemina (mexikanische Pasta-Hersteller)

## Kontroversen
Ende September 2013 kam es zu Boykottaufrufen gegen Barilla, weil deren Chef Guido Barilla in einem Radio-Interview mit dem italienischen Sender Radio24 sagte: „Wir werden keine Werbung mit Homosexuellen schalten, weil wir die traditionelle Familie unterstützen. Wenn Homosexuellen das nicht gefällt, können sie Pasta eines anderen Herstellers essen.“ Er betonte, sein Unternehmen unterstütze ausschließlich die „heilige Familie“.
Im Oktober 2013 entschuldigte sich Barilla, nachdem er sich mehrmals mit Homosexuellenorganisationen und Aktivisten getroffen hatte. Der Firmensprecher Luca Virginio kündigte offenere und ganzheitlichere Werbekampagnen an. Seit 2015 erhält das Unternehmen sogar regelmäßig Bestnoten im Equality Index.